# Santa María Ananúñez

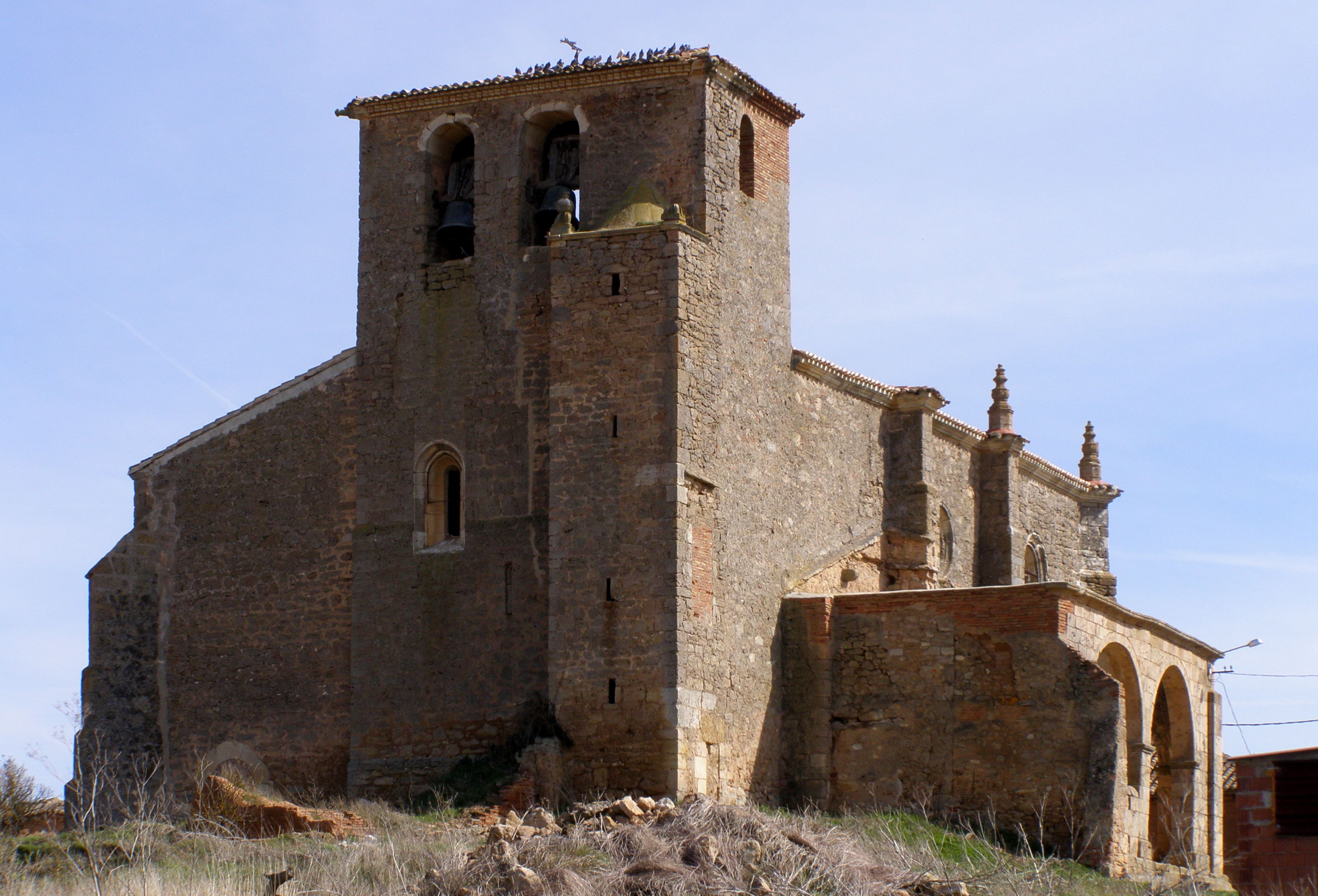
Iglesia de Nuestra Señora de la Asunción.

Santa María Ananúñez es una localidad situada en el municipio de Melgar de Fernamental, en la comarca de Odra-Pisuerga de la provincia de Burgos, comunidad autónoma de Castilla y León (España) (CP-09108). Su casco urbano posee una extensión de 2,13 ha.

## Datos generales
En 2024 contaba 12 con habitantes. Situado 11 km al norte de la capital del municipio, Melgar, en la carretera local que comunica Villamayor de Treviño con Rezmondo, junto a Tagarrosa.
Wikimapia/Coordenadas: 42°28′57″ N 4°12′33″ O

## Demografía
| Gráfica de evolución demográfica de Santa María Ananúñez entre 1842 y 1970 |
| |
| Población de derecho según los censos de población del INE Población de hecho según los censos de población del INEEntre el censo de 1857 y el anterior, crece el término del municipio porque incorpora a Tagarrosa. Entre el censo de 1981 y el anterior, este municipio desaparece porque se integra en el municipio Melgar de Fernamental. |

| 1842 |  | 1857 |  | 1860 |  | 1877 |  | 1887 |  | 1897 |  | 1900 |  | 1910 |  | 1920 |  | 1930 |  | 1940 |  | 1950 |  | 1960 |  | 1970 |
| ---- |  | ---- |  | ---- |  | ---- |  | ---- |  | ---- |  | ---- |  | ---- |  | ---- |  | ---- |  | ---- |  | ---- |  | ---- |  | ---- |
| 47   |  | 209  |  | 213  |  | 203  |  | 204  |  | 209  |  | 223  |  | 243  |  | 219  |  | 245  |  | 228  |  | 250  |  | 221  |  | 143  |

## Historia

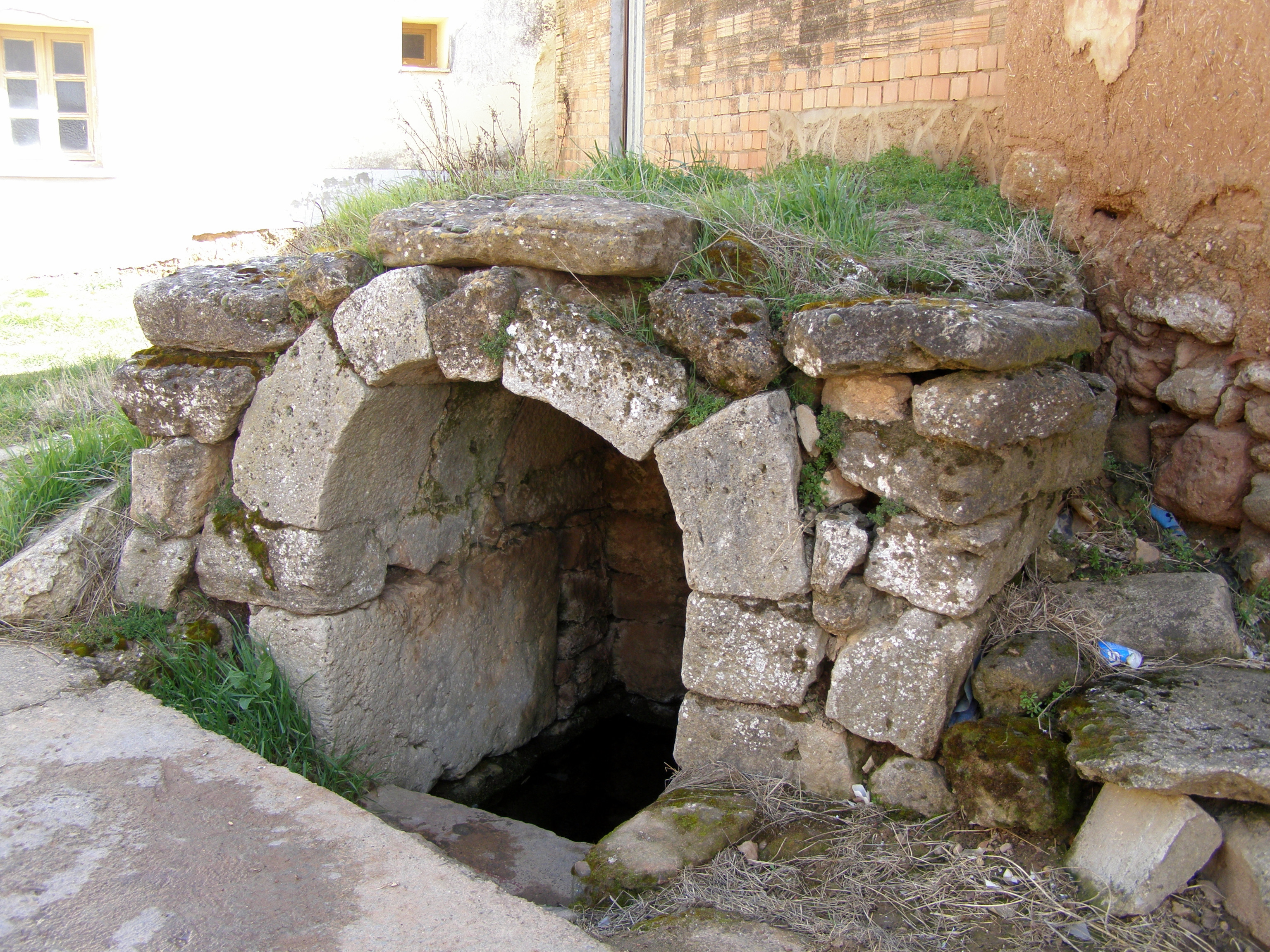
Fuente medieval en el casco urbano.

Lugar que formaba parte de la Cuadrilla de Cañizal en el Partido de Villadiego, uno de los catorce que formaban la Intendencia de Burgos, durante el periodo comprendido entre 1785 y 1833, en el Censo de Floridablanca de 1787, jurisdicción de señorío siendo su titular el duque de Frías, alcalde pedáneo.
Antiguo municipio en Castilla la Vieja, partido de Villadiego código INE-09349 
En el censo de 1842 contaba con 14 hogares y 47 vecinos. Entre el censo de 1857 y el anterior, crece el término del municipio porque incorpora a 095150 Tagarrosa. Entre el censo de 1981 y el anterior, este municipio formado por dos localidades, con 38 hogares y 160 habitantes, desaparece porque se integra en el municipio 09211 Melgar de Fernamental.
Entre su patrimonio se cuenta la iglesia de Nuestra Señora de Agosto, dependiente de la parroquia de Melgar de Fernamental, en el arciprestazgo de Amaya .

## Personajes ilustres
- El padre Juan Dehesa Manuel, capellán en la División Azul,  condecorado con la Cruz de Hierro por su actuación en la cabeza de puente del Voljov en la Unión Soviética durante la Segunda Guerra Mundial.
- Padre Martiniano León, C.M.. (1929-2013). Misionero en Venezuela. Visitador de la provincia de Venezuela, director provincial de las Hijas de la Caridad, director del estudiantado de Caracas, entre otros cargos.